# Velloorkunnam
Velloorkunnam es una ciudad censal situada en el distrito de Ernakulam en el estado de Kerala (India). Su población es de 11576 habitantes (2011). Se encuentra a 35 km de Cochín y a 67 km de Alappuzha.

## Demografía
Según el censo de 2011 la población de Velloorkunnam era de 11576 habitantes, de los cuales 5766 eran hombres y 5810 eran mujeres. Velloorkunnam tiene una tasa media de alfabetización del 95,70%, superior a la media estatal del 94%: la alfabetización masculina es del 97,86%, y la alfabetización femenina del 93,58%.